# P'ra Você Gostar de Mim
P'ra Você Gostar de Mim, popularmente conhecida como Thaí (na grafia original), é uma canção composta por Joubert de Carvalho e gravada por Carmen Miranda em 27 de janeiro de 1930. Foi o primeiro grande sucesso de Carmen Miranda, sendo conhecida até hoje, e vendeu cerca de 35 mil cópias, um recorde para a época.
Em 2016, a canção apareceu em terceiro lugar na lista das "100 melhores músicas da história do samba" da revista Veja. De acordo com o ECAD, foi a gravação de Carmen Miranda mais executada no Brasil entre julho de 2010 e março de 2015.

## Antecedentes

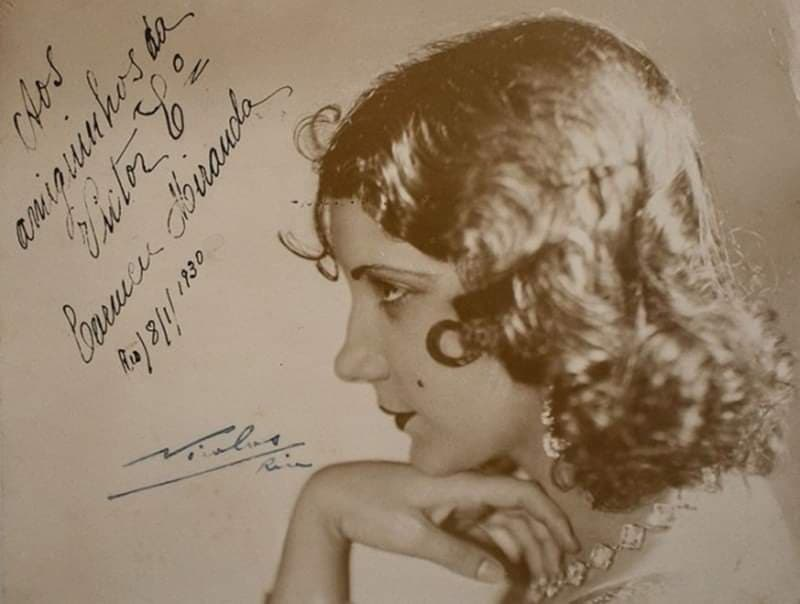
Carmen Miranda em 1930.

No início de 1929, Carmen Miranda fez sua estreia no palco do Instituto Nacional de Música, durante uma festa beneficente no Passeio Público. Nesse mesmo ano, Josué de Barros levou sua pupila para cantar nas rádios Educadora e Sociedade. Ele também proporcionou a Carmen diversas apresentações públicas e a oportunidade de gravar discos, começando pela Brunswick e, depois, pela RCA Victor.
No ano seguinte, ela gravou "Taí", de Joubert de Carvalho, que a consagrou como a voz mais popular do rádio no Carnaval daquele ano. Com esse sucesso, Carmen Miranda tornou-se a cantora mais famosa do Brasil. A revista Phono-Arte, em 28 de fevereiro de 1931, declarou: "Carmen Miranda é o equivalente feminino de Francisco Alves, ou seja, a mais valorizada na indústria fonográfica".
Em novembro de 1930, Carmen assinou um contrato de gravação com a RCA Victor, a subsidiária brasileira do conglomerado musical americano. Como ainda não tinha 21 anos, precisou da aprovação e da assinatura de seu pai para formalizar o acordo. Durante a década de 1930, ela gravou quase 300 canções, muitas delas compostas especialmente para ela por renomados autores brasileiros, como Ary Barroso, Synval Silva, Dorival Caymmi e Assis Valente.

## Versões
Artistas como Roberta Miranda, Eduardo Dussek, Roberta Sá, Tom Zé e Nara Leão já regravaram esta canção.